# Ridge Holland
Luke Menzies (Liversedge, 29 de maio de 1988) é um lutador profissional inglês e ex-jogador profissional de rugby league. Como lutador profissional, ele está atualmente sob contrato com a WWE, onde se apresenta na marca NXT, sob o nome de ringue Ridge Holland.
Menzies passou a maior parte de sua carreira na rugby league em vários clubes do Rugby Football League Championship, fazendo uma aparição na Super League pelo Hull Kingston Rovers em 2008. Ele começou a seguir uma carreira na luta livre profissional em 2016 e assinou com a WWE em 2018, tornando-se, desde então, uma vez campeão de duplas do NXT.

## Carreira na Rugby league
Menzies assinou com o Hull Kingston Rovers em setembro de 2007, fazendo uma aparição na Super League em 2008. Ele depois jogou por vários clubes de ligas inferiores, como Batley Bulldogs, Oldham, Dewsbury Rams, Hunslet e Swinton Lions. Em 2014, ele se juntou ao Salford Red Devils, fazendo uma aparição pelo clube. Em 2015, ele se juntou ao York City Knights por empréstimo. Mais tarde, naquele ano, ele se juntou ao Halifax também por empréstimo. Em 2017, ele se uniu ao Toronto Wolfpack para sua temporada inaugural.

## Carreira na luta livre profissional

### Circuito independente (2016–2018)
Menzies foi treinado para ser lutador profissional pela lenda da luta livre britânica Marty Jones, antes de se destacar em Yorkshire em promoções como 3 Count Wrestling, New Generation Wrestling e Tidal Championship Wrestling. Em 11 de dezembro de 2017, Menzies fez uma aparição no Defiant Wrestling, onde sofreu uma derrota para Jurn Simmons.
Em 21 de abril de 2018, Menzies derrotou El Ligero, Joseph Conners e o campeão Rampage Brown em uma luta de eliminação 4-Way para conquistar o Campeonato 3CW. Um mês depois, ele perdeu o título de volta para Rampage Brown, devido à sua assinatura de contrato com a WWE e à mudança para a Flórida.
A última luta de Menzies no circuito independente britânico ocorreu em 23 de junho, na Southside Wrestling, onde ele foi derrotado por Gabriel Kidd.

### WWE (2018–presente)

#### NXT (2018–2021)
Em novembro de 2016, Menzies participou de uma seletiva da WWE na Escócia. Em maio de 2018, foi anunciado que ele havia assinado com a WWE. Ele estreou em um evento ao vivo da NXT em 28 de julho, derrotando Mars Wang. No episódio de 29 de agosto do NXT, ele fez sua estreia na televisão, onde perdeu para Keith Lee. Em 21 de novembro de 2019, ele fez sua estreia na televisão pela marca NXT UK sob o nome de ringue Ridge Holland, derrotando Oliver Carter.
No episódio de 7 de agosto de 2020 do NXT, Holland fez sua primeira aparição pela marca desde 2018, participando de uma luta triple threat contra Oney Lorcan e Damian Priest, onde o vencedor se qualificaria para uma luta de escadas pelo Campeonato Norte-Americano do NXT no NXT TakeOver XXX, que Priest venceu. Dexter Lumis foi retirado da luta de escadas no NXT TakeOver XXX devido a uma lesão no tornozelo, e como Holland não foi derrotado em sua luta de qualificação (já que Lorcan foi quem foi sofreu o pin), ele teve a chance de enfrentar Johnny Gargano no episódio de 19 de agosto do NXT, com o vencedor se juntando à luta de escadas; ele perdeu devido à interferência da esposa de Gargano, Candice LeRae.
No NXT TakeOver 31, em 4 de outubro, após o evento principal entre Kyle O'Reilly e Finn Bálor pelo Campeonato do NXT, Holland apareceu na beira do ringue carregando Adam Cole, companheiro de O'Reilly na Undisputed Era, sobre os ombros, aparentemente tendo atacado Cole. Ele o jogou sobre a barricada em frente a Bálor e O'Reilly antes de ir embora, estabelecendo-se como um heel. No episódio de 7 de outubro do NXT, Holland se envolveu em uma briga com Oney Lorcan e Danny Burch após derrotar Burch em uma luta. Quando ele tentou pegar Lorcan, que saltava sobre a terceira corda para um cross-body, as pernas de Holland cederam, e ele precisou ser retirado da arena de maca, sofrendo uma luxação no tornozelo e uma fratura na perna esquerda, além de uma luxação da patela e ruptura do tendão patelar na perna direita.
Após uma ausência de nove meses devido a lesão, Holland retornou no episódio de 27 de julho de 2021 do NXT, ajudando Oney Lorcan e Pete Dunne a derrotar Tommaso Ciampa e Timothy Thatcher, e posteriormente atacando ambos os homens após a luta, sugerindo uma aliança entre os três. No episódio de 7 de setembro do NXT, Holland e Dunne atacaram Lorcan e Danny Burch, encerrando sua aliança. No episódio de 12 de outubro do NXT 2.0, Holland fez sua última luta no NXT, onde ele e Dunne perderam para Kyle O'Reilly e Von Wagner.

#### SmackDown (2021–2023)

The Brawling Brutes no evento Clash at the Castle em 2022. (E–D: Holland, Sheamus e Butch)

Como parte do Draft de 2021, Holland foi transferido para a marca SmackDown. No episódio de 5 de novembro de 2021 do SmackDown, durante uma entrevista nos bastidores, Holland se referiu a Sheamus como seu ídolo. No episódio de 19 de novembro do SmackDown, Holland ajudou Sheamus a derrotar Cesaro, Ricochet e Jinder Mahal em uma luta four-way, iniciando uma aliança entre os dois. Holland fez sua estreia no ringue do plantel principal na semana seguinte no SmackDown, onde perdeu para Cesaro, além de participar de uma battle royal para determinar o desafiante número um pelo Campeonato Universal, que aconteceu mais tarde naquela noite. Uma revanche entre Holland e Cesaro foi marcada para o episódio de 17 de dezembro do SmackDown, que Holland venceu. No dia 1 de janeiro de 2022, no Day 1, Holland e Sheamus derrotaram Cesaro e Ricochet. Durante a luta, Holland sofreu uma fratura no nariz e foi retirado durante o combate. No episódio de 11 de março do SmackDown, Holland e Sheamus apresentaram Dunne, que foi renomeado como "Butch", como parte de seu grupo. No mesmo show, uma luta entre a equipe de Sheamus e Holland e The New Day (Big E e Kofi Kingston) teve Holland aplicando um overhead belly-to-belly suplex em Big E na beira do ringue, resultando em Big E aterrissando acidentalmente de cabeça. Ele foi colocado em uma maca e levado ao hospital. Na Noite 2 da WrestleMania 38, em 3 de abril, Holland e Sheamus rapidamente derrotaram The New Day (Kofi Kingston e Xavier Woods).
Holland e Butch lutaram pelo Campeonatos de Duplas Indiscutíveis da WWE e pelo Campeonato de Duplas do NXT, mas em ambas as ocasiões perderam devido à interferência do Imperium. Isso levou a uma luta no Extreme Rules, onde The Brawling Brutes derrotaram o Imperium em uma luta de trios chamada de Good Old Fashioned Donnybrook. No dia 5 de novembro, no Crown Jewel, Holland e Butch não conseguiram conquistar os Campeonatos de Duplas Indiscutíveis da WWE dos Usos. Três semanas depois, no Survivor Series: WarGames, em 26 de novembro, The Brawling Brutes, juntamente com Drew McIntyre e Kevin Owens, perderam para The Bloodline em uma luta WarGames. No episódio de 17 de novembro do SmackDown, uma dissensão visível apareceu entre Holland e Butch após uma derrota para os Street Profits. Uma semana depois, Holland abandonou Butch durante uma luta de duplas contra o Pretty Deadly, resultando em uma derrota na que seria sua última luta como equipe.

#### Retorno ao NXT (2023–presente)
Holland retornou à marca NXT, onde desafiou Ilja Dragunov pelo Campeonato do NXT. Durante a luta, foi criado um angle quando Dragunov foi retirado de maca após Holland aplicar um suplex nele, fazendo lembrar seu incidente com Big E. Isso levou a uma história onde, no episódio de 26 de março de 2024 do NXT, Holland anunciou que entraria em um hiato indefinido das competições no ringue. No dia 6 de abril, Holland apareceu no pré-show do NXT Stand & Deliver para atacar Joe Gacy com uma cadeira de aço enquanto Gacy estava fazendo sua entrada para a luta contra Shawn Spears, tornando-se heel novamente.
No episódio de 7 de maio do NXT, Thea Hail, da Chase University, agradeceu a Holland por confortá-la no Spring Breakin'. Mais tarde naquela noite, Duke Hudson perdeu para Lexis King após Holland tentar ajudar Hudson, mas acabar custando-lhe a luta. Na semana seguinte, Holland desafiou os Good Brothers (Luke Gallows e Karl Anderson) para uma luta de duplas, quando os Good Brothers zombaram dele por ter deixado o plantel principal e retornado ao NXT. Andre Chase ofereceu Riley Osborne como parceiro de dupla para Holland, o que deixou Osborne insatisfeito. Os Good Brothers venceram a luta após mais um erro de Holland. No episódio de 21 de maio do NXT, Fallon Henley derrotou Hail para garantir uma vaga na luta de escadas de seis mulheres para coroar a campeã inaugural do Campeonato Norte-Americano Feminino do NXT no NXT Battleground. Nos bastidores, Osborne discutiu com Holland por ter custado a vitória de Hail, levando Chase a propor que os dois resolvessem suas diferenças no ringue, onde Holland derrotou Osborne. Após a luta, Osborne ainda não aprovou a parceria da Chase U com Holland, e Hudson concordou com Osborne. No episódio de 18 de junho do NXT, Holland foi aceito como membro da Chase U. Ele entrou no battle royal de 25 lutadores por uma luta pelo Campeonato do NXT no NXT Heatwave, mas foi eliminado. Mais tarde naquela noite, Holland ajudou Chase e Hudson a derrotar os Good Brothers em uma luta de duplas, dando a Hudson uma vantagem do lado de fora do ringue enquanto Hudson fazia o pin em Anderson. Após Chase e Hudson perderem uma luta pelo Campeonato de Duplas do NXT no NXT Heatwave em 7 de julho, Holland garantiu uma revanche pelos títulos, mas Chase decidiu se juntar a Holland. No episódio de 13 de agosto do NXT, Chase e Holland derrotaram Nathan Frazer e Axiom para se tornarem os novos campeões de duplas do NXT, marcando a primeira conquista de título de Holland na WWE. Em 1 de setembro, no NXT No Mercy, Chase e Holland perderam os títulos de volta para Frazer e Axiom, encerrando seu reinado em 19 dias. Após a luta, Holland atacou brutalmente Chase, saindo da Chase U e voltando a ser heel. Após isso, Hudson prometeu derrubar a Chase U. No episódio de 10 de setembro do NXT, Holland derrotou Hudson e o atacou com a barricada após a luta. Duas semanas depois, Holland derrotou Riley.

## Títulos e prêmios
- 3 Count Wrestling
  - 3CW Championship (1 vez)
- Pro Wrestling Illustrated
  - PWI o colocou na posição #291 dos 500 melhores lutadores individuais em 2022[53]
- WWE
  - Campeonato de Duplas do NXT (1 vez) – com Andre Chase